# Милецкий, Борис Ефимович
Борис Ефимович Милецкий (1930 — после 2011) — советский инженер-геолог, лауреат Государственной премии СССР 1970 года.
Окончил Латвийский университет (1952).
С 1952 года работал в Западно-Казахстанской (в 1958—1965 Актюбинская) комплексной геологоразведочной экспедиции.
С 1 июля 1960 года главный инженер. С 25 июня 1966 по 31 июля 1968 года начальник экспедиции (сменил уехавшего на Кубу И. Д. Рогожина), затем — снова главный инженер.
С 3 июня 1977 года начальник Западно-Казахстанского территориального геологического управления Министерства геологии КазССР.
С 19 октября 1979 до 29 февраля 1988 года генеральный директор Западно-Казахстанского производственного геологического объединения «Запказгеология».
С 1988 г. специальный представитель Министерства геологии СССР при правительстве МНР.
Кандидат геолого-минералогических наук (1965).
Член КПСС с 1952 года. Делегат XV съезда Компартии Казахстана (4-6 февраля 1981 года).
Последние годы жил в Нетании (Израиль), работал в собственной компании «Geoservices Limited».
Сочинения:
- Минеральные богатства Западного Казахстана / Б. Е. Милецкий. — Алма-Ата : о-во «Знание» КазССР, 1984. — 31 с.; 20 см.